# Karl Friedrich Vollrath Hoffmann
Karl Friedrich Vollrath Hoffmann, auch: Carl Friedrich Vollrath Hoffmann, Vollrath Hoffmann (* 15. Juli 1796 in Stargard; † 30. August 1842 in Stuttgart) war ein Geograph und geographischer Schriftsteller.

Karl Friedrich Vollrath Hoffmann

## Leben
Karl Friedrich Vollrath Hoffmann wurde als Sohn eines Sattlermeisters in der kleinen Landstadt Stargard (heute: Burg Stargard) in Mecklenburg-Strelitz geboren. Er besuchte die Stargarder Stadtschule, dann die Gelehrtenschule in Friedland sowie das Joachimsthalsche Gymnasium in Berlin. Seit 1812 studierte er in Berlin, wo er sich dem Corps Vandalia I anschloss. In Jena wurde er Mitglied der Urburschenschaft.
Nach dem Studium war er Lehrer an Fellenbergs Lehranstalten in Hofwil und ging später auf Einladung des Geologen Bernhard von Cotta nach Stuttgart. Dort übernahm er die Direktion eines geographischen Instituts, dem er später nach München folgte.
1829 wurde er Privatdozent an der Universität daselbst, musste aber wegen freimütiger Äußerungen über den Katholizismus bald München verlassen und begab sich wieder nach Stuttgart, wo er in bitterem Mangel starb, nachdem er wenige Tage zuvor Rufe nach St. Petersburg und Dorpat erhalten hatte.
Hoffmann zählt zu den bedeutenden Popularisatoren der Geographie im 19. Jahrhundert. Diese vor allem als Anschauungswissenschaft verstehend, suchte er sie in lebhafter Weise darzustellen, wobei er sich als „energisch-thätige Pädagogennatur“ hervortat. Er trat auch als Kritiker der christlichen Mission auf und prangerte deren „unüberlegte Bekehrungswuth“ in Übersee an.

## Werke (Auswahl)
- Die Erde und ihre Bewohner, ein Hand- und Lesebuch für alle Stände. Stuttgart [u. a.], 1833; 3., berichtigte und verm. Aufl. (Digitalisat)
- Die Erde und ihre Bewohner. Stuttgart, 1833; 6. Auflage von Heinrich Berghaus und Völter, 1861–65
- Deutschland und seine Bewohner. Stuttgart, 1834–36, 4 Bände

Band 1 (1836): Deutschland im Allgemeinen enthaltend.  (Digitalisat)
- Europa und seine Bewohner. Stuttgart, 1835–40, 8 Bände
- Die Völker der Erde, ihr Leben, ihre Sitten und Gebräuche. Stuttgart, 1840, 2 Bände